# Tears (gruppo musicale)
Le Tears sono state un girl group svizzero formata nel 2001 e attiva fino al 2004.

## Carriera
Alla fine del 2001 il canale televisivo svizzero TV3 ha tenuto dei casting per la ricerca dei concorrenti della prima ed unica edizione svizzera del talent show Popstars, a cui hanno partecipato circa 1.200 speranzosi. L'11 novembre le Tears, formate ad hoc per il programma, sono state proclamate vincitrici. Il nome del gruppo è un acronimo dei nomi delle quattro componenti.
Il singolo di debutto M.U.S.I.C. è uscito il 26 novembre 2001. Ha debuttato al 1º posto in classifica in Svizzera e al 90° in Germania. Il brano è stato certificato disco d'oro in Svizzera per aver venduto più di 20 000 copie. Un secondo singolo, Dreamin', è stato pubblicato nella primavera del 2002 e ha raggiunto la 9ª posizione. Il brano è stato seguito dal primo e unico album in studio delle Tears, En rouge, che ha debuttato all'8º posto nella classifica settimanale degli album più venduti in Svizzera e ha vinto un disco d'oro per le oltre 20 000 copie vendute a livello nazionale. Un terzo singolo estratto dall'album, Ça plane pour moi, è stato diffuso il successivo autunno, e si è fermato alla 40ª posizione in classifica.
A dicembre 2003 le Tears hanno pubblicato un inedito, I Found Love, che non ha ottenuto il successo sperato, arrivando 23º in classifica. Nel 2004 le ragazze hanno cantato nella colonna sonora del film Mädchen, Mädchen 2 – Loft oder Liebe. Hanno annunciato il loro scioglimento a dicembre 2004.

## Formazione
- Tiffany (Kirchberg, 6 maggio 1980)
- Evelyn Zangger (Zurigo, 6 dicembre 1980)
- Amanda Nikolic (Wettingen, 14 settembre 1978)
- Romina (Berna, 7 dicembre 1982)

## Discografia

### Album in studio
- 2002 – En rouge

### Colonne sonore
- 2004 – Mädchen, Mädchen 2 – Loft oder Liebe

### Singoli
- 2001 – M.U.S.I.C.
- 2002 – Dreamin'
- 2002 – Ça plane pour moi
- 2003 – I Found Love
- 2004 – Distorted Overdrive
- 2004 – Funky Freakshow